# Tessensohnrücken
Tessensohnrücken är en bergstopp i Antarktis. Den ligger i Östantarktis. Nya Zeeland gör anspråk på området. Toppen på Tessensohnrücken är 1 993 meter över havet.
Terrängen runt Tessensohnrücken är kuperad åt sydväst, men åt nordost är den bergig. Terrängen runt Tessensohnrücken sluttar österut. Trakten är obefolkad. Det finns inga samhällen i närheten. 